# آزوما
آزوما (به انگلیسی: Azooma) نام یک گروه دث متال/پراگرسیو دث متال ایرانی است که در سال ۱۳۸۳ در مشهد, توسط احمد توکلو و فرید شریعت تشکیل شده است. این گروه تاکنون تغییرات چندانی در اعضای خود نداشته است و از این لحاظ جزء گروه‌های باثبات موسیقی متال ایرانی می‌باشد. 

## پیشینه
دوستان قدیمی، احمد توکلو نوازنده گیتار و فرید شریعت نوازنده گیتار بیس از سال ۱۳۷۹ اقدام به تمرین مشترک موسیقی می کردند. آنها با نواختن آهنگ‌هایی از گروه‌های مختلف متال همچون آیرن میدن، دث، آیسد ارث و کریتور به مدت ۴ سال به تقویت مهارت‌های نوازندگی و موسیقایی خود پرداختند. در سال ۱۳۸۳ برادر فرید، سعید شریعت به‌عنوان نوازنده درامز و پویا صباغ  به آنها پیوستند، تا اینکه در ۲۶ شهریور همان سال، آنها تصمیم به راه‌اندازی یک گروه متال گرفتند. آنها نام آزوما را برای گروه خود برگزیدند که نام سرزمینی در دوران سومریان بوده است که خدایان در آنجا گردهم آمده بودند تا خدایان صنعت‌گر را بکشند. آزوما کار تمرین خود را رسما در استودیو موسیقی گروه واسپوهر، گروه متال دیگری از مشهد، آغاز کرد. پویا تنها یک سال با گروه همراه بود که بعدها شاهین وقفی‌پور جایگزین او شد که در ابتدا وظیفه نواختن گیتار را به‌عهده داشت اما در جریان یک تمرین گروه، آنها پی به استعداد شاهین در زمینه خوانندگی دث متال بردند.
یک سال بعد، آزوما به همراه واسپوهر اجرای زنده‌ای را برای دانشجویان دانشگاه فردوسی مشهد انجام دادند و پس از همان اجرا بود که سعید به گروه واسپوهر نیز پیوست. گروه به تمرینات خود ادامه می‌دهد تا اینکه در سال ۱۳۸۷ شروع به نوشتن یک آلبوم موسیقی می‌کند، دو آهنگ ضبط می‌شود اما به‌علت از هم پاشیدن گروه واسپوهر و تعطیلی استودیو، آزوما از ضبط مابقی قطعات باز می‌ماند. پس از آن بود که مشکلات فراوان آزوما را از ادامه فعالیت جدی برای چندین سال باز گذاشت. 
اواخر ۱۳۹۰ و اوایل ۱۳۹۱ و با فروکش کردن اندکی از مشکلات، آزوما جان تازه‌ای گرفت و شروع به نوشتن ۶ قطعه جدید موسیقی کرد.  گروه اجرای خیره کننده‌ای در پرشین متال فست ۲۰۱۳ در گرجستان داشت که نحت پوشش بلور بنفش بی‌بی‌سی فارسی قرار گرفت و مصاحبه‌ای از گروه هم در همان رسانه پخش شد. اگرچه که شاهین وقفی‌پور به‌علت خدمت نظام وظیفه سربازی از همراهی گروه باز ماند و مهیار مسعودی و محمدرضا ابراهیم‌زاده به‌عنوان نوازنده و خواننده مهمان به گروه پیوستند. اوایل ۱۳۹۲ و پس از اتمام خدمت نظام وظیفه شاهین، گروه کار ضبط آثار موسیقی خود را به پایان رساند و کار میکس و مستر را به تهیه‌کننده موسیقی ایرانی احسان ایمانی سپرد و حاصل ۶ آهنگ در سبک پراگرسیو دث متال بود.
آزوما که به دنبال شنیده شدن در فرای مرزهای ایران می‌گشت به سراغ استارگیزر کنسالتنسی رفت و با عقد قراردادی کار حرفه‌ای خود را در صنعت موسیقی متال آغاز کرد.  پس از این قرارداد استارگیزر کنسالتنسی شروع به جستجو برای پیدا کردن یک شرکت نشر بین‌المللی مناسب برای آثار آزوما کرد و همزمان کار تبلیغات گروه را نیز به‌عهده گرفت. در ۲۲  فروردین ۱۳۹۳، استارگیزر کنسالتنسی اعلام کرد که آزوما موفق به عقد قراردادی با شرکت اسپانیایی اکستریم‌میوزیک کرده است و اولین ای‌پی گروه با عنوان «A Hymn Of The Vicious Monster» توسط این شرکت در فرمت‌های دیجیتال و سی‌دی در سطح جهانی منتشر خواهد شد. مدیر شرکت اکستریم‌میوزیک، دیوید راتن اولین ای‌پی آزوما را بسیار سنگین و با کیفیت خوب توصیف کرد که باعث شگفتی او شده بود.
در اردیبهشت ماه همان سال، آزوما روی جلد، لیست آهنگ‌ها و تاریخ انتشار ای‌پی را اعلام کرد. «A Hymn Of The Vicious Monster» در تاریخ ۱۵ ژوئن ۲۰۱۴ توسط شرکت اکستریم‌میوزیک منتشر شد و گروه اعلام کرد که در حال کار بر روی آلبوم استودیویی جدیدی است که در اوایل ۲۰۱۵ منتشر خواهد شد.